# 墨江站

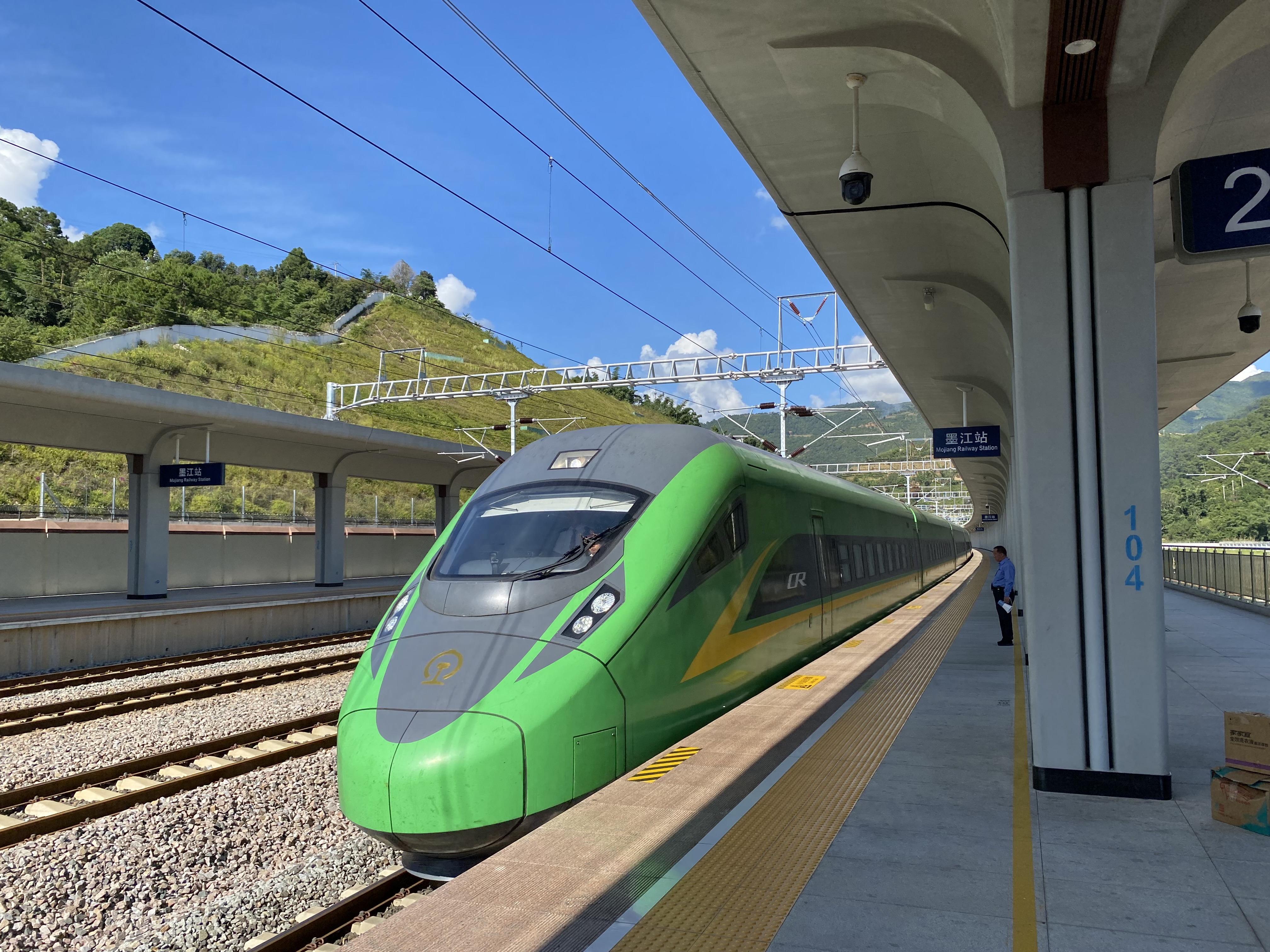
C385次列车停靠墨江站

墨江站，位于中华人民共和国云南省普洱市墨江哈尼族自治县联珠镇癸能村水癸河，是玉磨铁路上的火车站，于2021年12月3日启用。

## 歷史
- 2021年12月3日启用。

## 車站周邊
车站周边较荒凉，仅有一条道路连接。

## 外部連結
- 中国铁路客户服务中心 （页面存档备份，存于）